# Hoàng Kiền
Hoàng Kiền là một kỹ sư quân sự, Thiếu tướng Quân đội nhân dân Việt Nam, Anh hùng Lực lượng vũ trang nhân dân, nguyên Tư lệnh Binh chủng Công binh, Quân đội nhân dân Việt Nam. Ông là một trong những tác giả tham gia Công trình phòng thủ Trường Sa được Chủ tịch nước Việt Nam trao tặng Giải thưởng Hồ Chí Minh năm 2017.

## Tiểu sử
Ông sinh ngày 26 tháng 09 năm 1950, quê quán ở làng Bình Gi, xã Giao Thịnh, huyện Giao Thủy, tỉnh Nam Định.
Năm 1970, ông là giáo viên dạy toán và vật lý tại trường cấp 2 Giao Tân, huyện Giao Thủy, tỉnh Nam Định. Khi đang công tác tại trường, ông nghe theo lời kêu gọi của nhà nước Việt Nam và nhập ngũ tham gia kháng chiến chống Mỹ với tư cách lính công binh Trường Sơn.
Sau khi Việt Nam thống nhất (năm 1975), ông thi đỗ Học viện Kỹ thuật Quân sự, cùng khoá 11 với ông Lê Mạnh Hà và tốt nghiệp kỹ sư công trình năm 1981..
Sau khi tốt nghiệp, kỹ sư Hoàng Kiền được điều động về công tác tại thành phố Đà Nẵng ở Trung đoàn Công binh 83, Quân chủng Hải quân, Quân đội nhân dân Việt Nam.
Tháng 10 năm 1989, ông tốt nghiệp lớp chỉ huy tham mưu công binh tại Học viện Lục quân.. Tháng 8 năm 1990, thiếu tá Hoàng Kiền được bổ nhiệm làm Trung đoàn trưởng Trung đoàn Công binh 83, Quân chủng Hải quân, Quân đội nhân dân Việt Nam.
Ông được giao nhiệm vụ chỉ đạo xây dựng các công trình trên quần đảo Trường Sa.
Trong thời gian này, ông đã tạo nên kỳ tích là đưa được hàng ngàn tấn đất từ đất liền ra xây dựng các đảo trên quần đảo Trường Sa, tạo đất màu để trồng rau xanh, và sáng kiến xây kè chắn sóng, chống xói lở và tích trữ nước ngọt cho đảo. Mỗi năm ông còn đưa hàng trăm thợ xây lành nghề ở làng của ông ra Trường Sa để xây dựng các đảo vì công việc xây dựng cần kĩ năng và tay nghề cao mà phần lớn các binh sĩ nghĩa vụ trên đảo không đáp ứng được.
Năm 1997, ông thôi công tác ở Trung đoàn Công binh 83, Quân chủng Hải quân, Quân đội nhân dân Việt Nam.
Sau đó, trong 7 năm ông giữ chức Phó Tư lệnh, Tham mưu trưởng, rồi Tư lệnh Binh chủng Công binh, Quân đội nhân dân Việt Nam.
Năm 2007, ông được Bộ trưởng Bộ Quốc phòng Việt Nam Phùng Quang Thanh giao làm chủ đầu tư Ban quản lý Dự án Đường tuần tra biên giới (Ban Quản lý Dự án 47, Bộ Tổng Tham mưu Quân đội nhân dân Việt Nam). Con đường này viền bao quanh bản đồ Việt Nam từ Móng Cái đến Hà Tiên. Ông làm Giám đốc Ban Quản lý Dự án Đường tuần tra Biên giới từ năm 2007 cho đến năm 2014.
Năm 2014, ông nghỉ hưu.

## Phong tặng

### Danh hiệu
Anh hùng Lực lượng vũ trang nhân dân (2015) 
Huân chương
- Huân chương Quân công hạng Ba
- Huân chương Chiến công hạng Nhất
- 2 Huân chương Chiến công hạng Nhì
- Huân chương Chiến công hạng Ba
- Huân chương Bảo vệ Tổ quốc hạng Nhất
- Huân chương Bảo vệ Tổ quốc hạng Ba
- Huân chương Chiến sĩ vẻ vang hạng Nhất, Nhì, Ba
- Huân chương Chiến sĩ giải phóng hạng Ba
- Huy chương Quân kỳ quyết thắng
- Huy hiệu Chiến sỹ Trường Sa
- Kỷ niệm chương Chiến sỹ Trường Sơn Đường Hồ Chí Minh

### Giải thưởng
Năm 2017, ông là một trong những tác giả tham gia Công trình phòng thủ Trường Sa được Chủ tịch nước Việt Nam trao tặng Giải thưởng Hồ Chí Minh. Đề tài tên là "Các giải pháp khoa học công nghệ trong quy hoạch, thiết kế, xây dựng cụm công trình chiến đấu trên quần đảo Trường Sa giai đoạn 1976-2011".
Ông còn là Phó Chủ tịch Hội Trường Sơn.

## Gia đình
Ông đã lập gia đình với nhà giáo Ngô Thị Khiếu.